# Auguste Louis Albéric d'Arenberg
Pour les articles homonymes, voir Auguste d'Arenberg et Arenberg.
Pour les autres membres de la famille, voir Maison d'Arenberg.
Auguste Louis Albéric d'Arenberg, né le 15 septembre 1837 à Paris et mort le 24 janvier 1924 dans le 8e arrondissement de Paris, 2e duc français d'Arenberg, est un gentilhomme français, qui a été homme d'affaires et homme politique français, issu d'une famille d'origine allemande des XVIIIe et XIXe siècles. Administrateur de la Compagnie des mines d'Anzin, la fosse Arenberg a été baptisée en son honneur.

## Biographie
Fils de Pierre d’Arenberg (1790 - 1877) et de la princesse, née Alix-Marie-Charlotte de Talleyrand-Périgord (Famille de Talleyrand-Périgord), Auguste Louis Albéric appartient à la branche française de sa famille, la Maison d'Arenberg. Il avait un frère jumeau, Louis Charles Marie, né le 15 septembre 1837 à Paris et mort assassiné le 7 mai 1870 à Saint-Pétersbourg.

### Activité politique
En possession de propriétés considérables dans plusieurs endroits de France, et notamment dans le Cher, à Menetou-Salon (canton de Saint-Martin-d'Auxigny), sportsman distingué, ancien officier des mobilisés du Cher durant la Guerre franco-allemande de 1870, il est, depuis peu, conseiller général de Saint-Martin, lorsqu'il est, aux élections du 14 octobre 1877, dans la 1re circonscription de Bourges, le candidat heureux du Gouvernement du maréchal de Mac-Mahon, après la dissolution de la Chambre des députés. Il est élu, comme conservateur, avec 9 096 voix sur 16 090 votants et 19 401 inscrits, contre Philippe Devoucoux, député sortant, président de la gauche républicaine, l'un des signataires du fameux ordre du jour des gauches, dit « des 363 ». Devoucoux n'a obtenu que 6 914 voix. Un assez grand nombre d'électeurs, parmi les républicains avancés, mécontents de l'attitude, politique de Devoucoux, se sont abstenus de prendre part aux scrutins. Le prince d'Arenberg siège à droite et vote constamment avec les monarchistes contre les divers ministères qui se succédèrent au pouvoir, contre l'amnistie, contre le retour du Parlement à Paris, contre l'article no 7, contre l'application des lois existantes aux congrégations non autorisées, contre le rétablissement du divorce...
Aux élections du 21 août 1881, Auguste d'Arenberg est candidat dans la même circonscription, et échoue avec 7 886 voix, contre Henri Chéneau, conseiller général, maire de Brécy, candidat républicain opportuniste, et patronné par Henri Brisson. Henri Chéneau est élu au second tour avec 8 316 voix.
Enfin, aux élections du 4 octobre 1885, Auguste d'Arenberg est porté par les conservateurs du Cher. Il obtient 37 778 voix. La liste opportuniste, restée seule en présence de la liste monarchiste, passe au second tour. Le prince Auguste d'Arenberg représente alors toujours au Conseil général du Cher le canton de Saint-Martin-d'Auxigny.
Aux élections générales du 22 septembre 1889, le scrutin d'arrondissement ayant été rétabli (scrutin uninominal à deux tours par arrondissements : loi du 13 février 1889), il pose à nouveau sa candidature dans la première circonscription de Bourges, et est élu au premier tour de scrutin par 9 790 voix contre 8 439 à Eugène Brisson, candidat républicain. Outre la prévoyance sociale, il s'intéresse tout particulièrement aux questions coloniales : liberté de la navigation sur le Niger ; arrangement conclu avec le roi du Dahomey (1891) ; agression contre des missionnaires français en Ouganda (1892) ; indemnités dues par le Gouvernement anglais à des Français établis dans l'Ouganda, dont les propriétés ont été pillées (1893).
Il est resté profondément monarchiste et se déclare adversaire de l'État républicain. Cependant, après la reconnaissance par le pape de la forme républicaine du Gouvernement français, il s'incline devant les décisions pontificales, et se présente aux élections générales du 20 août 1893 sous l'étiquette de républicain libéral. Il est élu au premier tour de scrutin par 8 979 voix contre 8 338 à Debanne. Durant cette législature, il est nommé président de la Commission chargée de l'examen des projets relatifs aux colonies, et s'occupe en cette qualité de l'arrangement franco-congolais pour la délimitation des territoires du Haut-Oubangui (1894). Il participe à la discussion des budgets des colonies pour plaider la cause des missions françaises pillées au Nord du lac Victoria par la compagnie anglaise « East African Company » (1895), et du budget de l'Instruction publique pour faire créer au Collège de France une chaire de science coloniale (1897).
Réélu aux élections générales du 22 mai 1898 par la même circonscription (2e tour de scrutin) par 9 587 voix contre 8 742 à Gaston Cougny, il est rapporteur du projet de loi portant approbation de la convention pour la délimitation des possessions françaises et britanniques en Afrique centrale (1899). Il se fait entendre au cours de la fixation de la date de discussion d'interpellations sur les motifs de la démission du général Galliffet, ministre de la Guerre (1900) ; il demande la construction d'un dock d'expérience de la résistance des carènes (1902) qui aboutit à l'inauguration, le 9 juillet 1906, du bassin des carènes.
Il était inscrit au groupe des « Ralliés ».
Il se représenta aux élections générales des 27 avril et 11 mai 1902, mais se fait battre au 2e tour de scrutin par Louis Debaune, n'obtenant que 9 352 voix, contre 10 319 à son adversaire. II tente encore sa chance aux élections générales des 6 et 20 mai 1906, mais succombe une fois encore devant son précédent adversaire Louis Debanne, au 2e tour de scrutin, n'obtenant que 2 504 voix, contre 11 953 à ce dernier. Il se retire définitivement, après cet échec, de la vie politique.

### Autres activités
Son activité s'était déjà employée et a continué de s'employer dans d'autres domaines : le prince d'Arenberg est un philanthrope, il est un des fondateurs et directeurs de « l'Hospitalité de nuit » et du « Dispensaire pour les enfants ». II est le premier président du comité de l'Afrique française, après avoir participé à sa fondation et dont il a continué à s'occuper activement jusqu'à sa mort.
Nommé président de la Compagnie universelle du Canal de Suez (1896-1913), il est, depuis 1897, membre de l'Institut de France (Académie des beaux-arts), au fauteuil du duc d’Aumale.
Admis au Jockey Club en 1860, il en est nommé vice-président en 1885. Élu membre adjoint du comité de la Société d'encouragement en 1864, il en devient membre fondateur en 1883, président en 1897 et président d'honneur en 1920.
En 1867, il s'associe avec le comte Charles Étienne Gustave Le Clerc de Juigné au sein du haras de Bois-Rouaud à Chéméré, non loin de Nantes. Leurs chevaux remportent le succès sous des couleurs communes (casaque cerclée jaune et rouge, toque noire), notamment Jongleur en 1877 dans les Prix du Jockey Club, Lupin, Royal Oak et le Cambridgeshire Handicap (en).

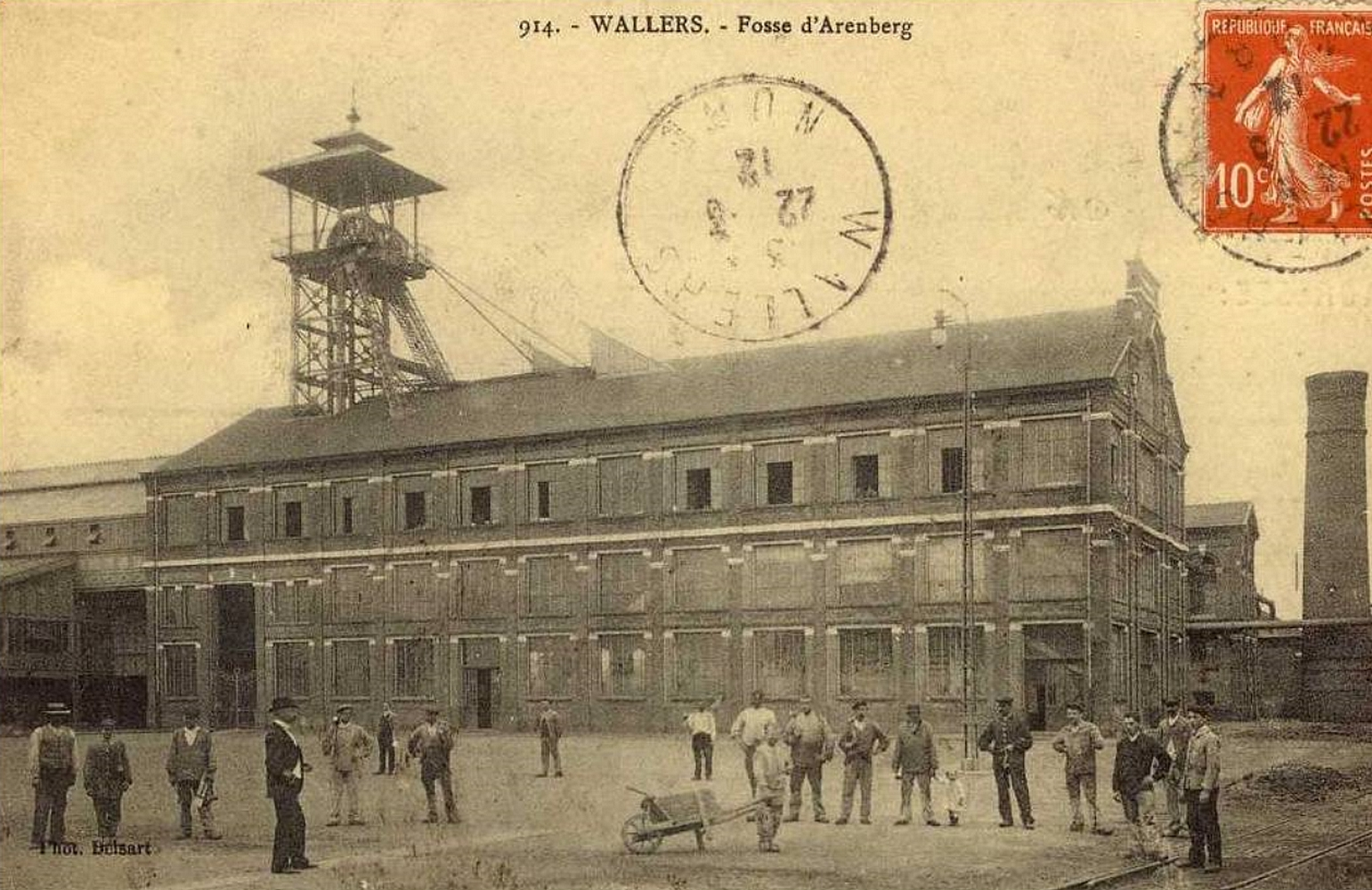
Le puits Arenberg no 1 vers 1912.

Sur un terrain de 1 580 m2 acquis en 1888 par Jeanne Greffulhe d'Arenberg, 20-22, rue de la Ville-l'Évêque (Paris, VIIIe) Auguste d'Arenberg fait édifier par Ernest Sanson un hôtel dans le style Louis XVI. Cet hôtel a été détruit dans les années 1960.
Il fait également construire par Ernest Sanson, de 1884 à 1890, l'actuel château (à Menetou-Salon, Cher), dans le goût du Palais Jacques-Cœur de Bourges, sur un site occupé depuis le Moyen Âge.
Il est également administrateur de la Compagnie des mines d'Anzin, dans le Bassin minier du Nord-Pas-de-Calais. À ce titre, la fosse Arenberg ouverte au début du XXe siècle à Wallers porte est baptisée en son honneur. Celle-ci est devenue après sa mort un important siège de concentration, et a été classée au monuments historiques le 22 février 2010.
Il meurt le 24 janvier 1924 à Paris.

### Mariage et descendance
Le prince d'Arenberg épouse, à Paris le 18 juin 1868, Jeanne Greffulhe (20 mars 1850 - Paris † 24 mars 1891 - Paris), fille de Charles Greffulhe, 2e comte Greffulhe, banquier, pair de France, et de Félicité de La Rochefoucauld Estissac. Dont : 
1. Alix Jeanne Marie d'Arenberg (dite « Lily ») (15 avril 1869 - Paris † 7 décembre 1924 - Paris), mariée, le 2 juin 1888, avec Pierre Adolphe de Laguiche, marquis de Laguiche, (15 juin 1859 - Paris † 12 mars 1940 - Chaumont),, polytechnicien (X 1879), officier d'artillerie, général de division, commandeur de la Légion d'honneur, dont postérité ;
2. Charles Louis Pierre d'Arenberg (14 août 1871 - Menetou-Salon  ✝ 3 août 1919 - Paris VIIIe), marié avec Emma Antoinette Hélène Louise de Gramont de Lesparre (3 octobre 1883 - Baillon ✝ 1er octobre 1958 - Hay-les-Roses), fille d'Armand de Gramont (30 janvier 1854 - Turin ✝ 1er juin 1931 - Paris VIIIe), duc de Lesparre et d'Hélène Duchesne de Gillevoisin de Conegliano (11 juin 1858 - Paris ✝ 26 janvier 1917 - Paris), dont :
  1. Charles-Auguste Armand d'Arenberg (27 mai 1905 - Paris † 11 juin 1967 - Paris), 3e Duc (français) d'Arenberg, chevalier de la Légion d'honneur[4], marié, le 29 décembre 1960 à Paris, Margaret (Peggy) Wright Bedford (18 octobre 1932 - New York † 16 octobre 1977 - Saclay (Essonne)), dont :
    1. Pierre-Frédérick Henri d'Arenberg (né le 7 octobre 1961 - Berne), 4e duc (français) d'Arenberg, marié en 1995 (Philippines), avec Marie Christine Kraffe de Laubarède dont il eut une fille. Divorcé, il épousa, le 11 octobre 1997 à Bourges, Silvia de Castellane (née le 13 juin 1963 - Neuilly), dont il eut deux autres filles :
      1. Aliénor d'Arenberg ;
      2. Lydia Athenaïs Margaret d'Arenberg (née le 26 octobre 1998 - Genève) ;
      3. Dorothée-Anastasja Elise d'Arenberg (née le 27 juillet 2000 - Saanen) ;

  2. Armand Louis Hélie d'Arenberg (14 avril 1906 - Paris † 26 janvier 1985 - Paris), chevalier de l'ordre souverain de Malte, marié, le 9 août 1941 à Paris, Gabrielle (née le 8 septembre 1920 - Biarritz), fille de Charles de Lambertye, marquis de Gerbevilliers, dont :
    1. Marie-Virtudes Loraine (Mirabelle) d'Arenberg (née le 9 juin 1947 - Paris), mariée, le 21 avril 1967 à Paris (divorcés le 27 juin 1983), avec Louis-Jean Loppin (11 octobre 1943 - Paris † 1996), comte de Montmort, dont postérité, puis, le 14 octobre 1983 à Neuilly-sur-Seine, avec Georges Hervet (né le 5 juin 1924 - Bourges), dont postérité ;
    2. Charles-Louis d'Arenberg (né le 20 février 1949 - Neuilly). D'une première relation, il eut un fils. Marié, le 25 octobre 1975 à Saint-Cirq-Lapopie (Lot), avec Philomène Toulouse (née le 9 janvier 1939 - Saint-Cirq-Lapopie), il eut une fille. Divorcé, il épousa, en 2005, Diane d'Harcourt (née en 1954). Postérité :
      1. Alban Severin d'Arenberg ;
      2. Marie Gabrielle Charlotte d'Arenberg (née le 2 août 1977 - Paris) ;

  3. Jeanne Hélène d'Arenberg (3 août 1909 - Paris † 13 août 1964 - Larmor-Baden, Morbihan), mariée le 10 juillet 1933 avec Jean-Louis, marquis de Cossé-Brissac  (1898 † 1936),                               ;
3. Louise Marie Charlotte d'Arenberg (23 novembre 1872 - Menetou-Salon † 24 octobre 1958 - Paris), mariée, le 3 août 1892, avec Louis, marquis de Vogüé (1868-1948), dont postérité ;
4. Ernest Hélie Charles Marie d'Arenberg (3 mars 1886 - Paris † 21 mai 1915 - Château de Combreux), marié, le 1er juin 1908, avec Thérèse de La Rochefoucauld, fille de Alexandre Jules Paul Philippe François de La Rochefoucauld (1854 † 1930), 3e duc d'Estissac.